# Voluntarios en Defensa de los Animales
Voluntarios en Defensa de los Animales (VEDA) es una organización sin ánimo de lucro, que trabaja por los animales domésticos y silvestres en Bolivia. Fue fundada el 6 de abril de 1996 y su objetivo principal es establecer y proteger los derechos de los animales a través de la educación formal e informal.

## Campañas
En 1997 colaboraron con la campaña de la Asociación Ecológica del Oriente en una manifestación contra el uso de Folidol, pesticida ampliamente usado y se cree ha acarreado problemas de salud e incluso la muerte en humanos, así como en animales de otras especies.
En junio de 2005 colaboraron con la campaña de Soprama Santa Cruz y Animales Sos de La Paz para rescatar animales afectados por la riada que sufrió la localidad de San Julián, en el departamento de Santa Cruz.
El 16 de agosto de 2006 organizaron la Primera Caminata por los Derechos de los Animales en Bolivia.
Otras actividades han sido marchas contra el maltrato en perreras municipales o contra las matanzas de perros en localidades como Warnes o Achacachi, el cometido por los Ponchos Rojos, por el Día Internacional de los Derechos de los Animales o contra la experimentación con animales por parte de estudiantes en la Facultad de Veterinaria de la universidad estatal.
Algunas actividades de otra índole han sido el Concurso infantil de dibujo y pintura, el Concurso Intercolegial de Investigación, un bingo benéfico para costear un albergue o un mercadillo móvil de artículos de segunda mano.

## Objetivos
Entre sus objetivos está realizar campañas educativas sobre la tenencia responsable de animales domésticos, promover la esterilización de estos, informar y velar por el cumplimiento de la Ordenanza Municipal 030/2006, difundir e informar sobre adopciones, promover el vegetarianismo y criticar el empleo de animales con fines científicos, de ocio, exposición y comerciales.